# Stazione di Valtopina
Stazione di Valtopina vasútállomás Olaszországban, Umbria régióban, Valtopina településen.

## Vasútvonalak
Az állomást az alábbi vasútvonalak érintik:
- Ancona–Orte -vasútvonal

## Kapcsolódó állomások
A vasútállomáshoz az alábbi állomások vannak a legközelebb: 
- Stazione di Capodacqua-Pieve Fanonica
- Stazione di Nocera Umbra